# Нові Білокоровичі
Нові Білокоровичі — селище в Україні, у Білокоровицькій сільській громаді Коростенського району Житомирської області. Населення становить 2976 осіб (01.01.2022).

## Географія
Селище розташоване на лівому березі річки Жерев.

## Історія
В радянські часи в селищі був розміщений штаб дивізії Ракетних військ стратегічного призначення СРСР (РВСП). Тут розміщувались пускові шахти з міжконтинентальними балістичними ракетами РС-20 (15А18) (У класифікації країн НАТО — SS-18 «Сатана»). Після набуття Україною незалежності і ліквідації шахт та ракет на території колишньої ракетної бази в 1999 р. було створено турецько-німецьке підприємство «Олімпік Фарба» з виробництва фарб і лаків.
26 січня 2024 року, відповідно до Закону України «Про порядок вирішення окремих питань адміністративно-територіального устрою України» від 28 липня 2023 року, віднесене до категорії селищ.

## Населення

### Мова
Розподіл населення за рідною мовою за даними перепису 2001 року:
| Мова            | Кількість | Відсоток |
| --------------- | --------- | -------- |
| українська      | 3178      | 94.30%   |
| російська       | 116       | 3.44%    |
| циганська       | 54        | 1.60%    |
| білоруська      | 4         | 0.12%    |
| вірменська      | 4         | 0.12%    |
| польська        | 3         | 0.09%    |
| румунська       | 2         | 0.06%    |
| інші/не вказали | 9         | 0.27%    |
| Усього          | 3370      | 100%     |